# IOS 6
iOS 6（アイオーエス シックス）は、Appleが開発していたモバイルオペレーティングシステムiOSの6番目のメジャーリリースである。2012年9月19日にリリースされた。

## 概要
2012年6月12日、WWDC2012で発表された。約200以上の新機能が搭載され、今回のアップデートではApp（アプリケーション）の追加よりも既存のAppの改良や新機能が中心となり、GUIにも変更が見られる。このバージョンで、iPad (第1世代)とiPod touch (第3世代)がサポートされなくなった。発表当日、開発者にはベータ版をリリース、2012年9月12日に関係者向けに開催されたイベントで9月19日に正式版をリリースすると発表された。
対応端末は、iPhone 3GS以降、iPod touch (第4世代)以降、iPad 2以降、iPad mini (第1世代)。
iOS 5までサポートされたモデルのうち、iPod touch (第3世代)、iPad (第1世代)がiOS 6以降においてサポート対象外となった。
iOS 7のリリース以後もiOS 7以降においてサポート対象外となったiPhone 3GS、iPod touch (第4世代)向けに不具合修正のためのアップデートがリリースされた（最終バージョンは2014年2月21日にリリースされたiOS 6.1.6）。
iOS 6の評判は上々であった。批評家は、iOS 6が大幅な速度向上や大規模なデザイン変更をもたらすものではなく、改良に重点を置いたものであることを指摘した。 iOS 6は「端末の使い方を完全に変える」ものではなかったが、「それぞれの微調整（省略）は、スマートフォンの日常的な操作の多くを全体的に容易にする」ものであり、「すでに非常にうまく機能しているもの」を改良することは「他の企業が見習うべきこと」であると指摘した。
しかし、Apple マップのリリース時には、データが不正確であったり、不完全であったりしたため、大きな批判を受けた。この問題を受け、Appleの最高経営責任者（CEO）であるティム・クックは公開謝罪文を発表した。創業以来、iOSの開発を指揮してきたスコット・フォーストールの解任の一因ともなった。

## 新機能・変更点
iOS 6では、Google マップに代わるApple マップAppが追加されたほか、ポッドキャストを集中管理できるPodcast App、各種チケットや搭乗券、クーポン、ポイントカードなどを管理できるPassbook App（現Apple Wallet）などが追加された。App Storeのビジュアルが一新され、カードベースのAppレイアウトが採用されたほか、検索アルゴリズムの調整が行われた。FacebookはOSレベルで連携され、ステータスメッセージ、いいね!ボタン、連絡先やイベントの同期などがAppleの純正Appに組み込まれた。新しいプライバシー管理機能により、Appの許可をより細かく設定できるようになり、ターゲット広告を防止するオプションも追加された。Siriは、より多くの端末に追加され、レストランの予約、Appの起動、映画のレビューやスポーツの統計情報の取得、通知センターの読み取りなどの機能が追加された。

### システム

#### Siri
iPhone 4SおよびiOS 5で導入されたAppleのバーチャルアシスタント「Siri」は、レストランの予約、Appの起動、通知センターの読み取り、FacebookやTwitterの新規投稿、映画のレビューやスポーツの詳細な統計情報の取得などの機能が追加された。
Siriはイタリア語、韓国語、広東語に対応し、iPhone 5、iPod touch (第5世代)、iPad (第3世代)にも対応した。

#### Facebookの統合
iOS 6で、Appleの一部の純正AppにFacebookの機能が組み込まれた。カレンダーAppでFacebookのイベントを同期、連絡先AppでFacebookの友だち情報の表示、App StoreやGame CenterにFacebookの「いいね!ボタン」の搭載などの機能が追加された。設定で「共有ウィジェット」を追加しておくことで、通知センターから「タップで投稿」を選択して、直接Facebookに投稿することも可能になった。

#### 設定
設定Appには複数の変更が加えられた。Appアイコンが、AppleのコンピュータOSであるOS X（現macOS）のシステム環境設定Appのアイコンと近いものになったほか、電話の音を鳴らさないようにする「おやすみモード」が追加された。また、「おやすみモード」では、特定の連絡先からの電話を許可したり、何度も電話がかかってくる場合に2回目の電話で音を鳴らすなどの設定が可能である。なお、「おやすみモード」が有効な場合は、ステータスバーに三日月のアイコンが表示される。
新たな「プライバシー」設定が追加された。位置情報サービスに加え、連絡先、カレンダー、リマインダー、写真などの各種プライバシー設定が追加され、Appごとにデータへのアクセス許可をより細かく制御できるようになった。また、Appが各カテゴリーの情報へのアクセスを希望する際には新たな通知が表示される仕様になった。
また、ターゲット広告を防止する「広告トラッキングの制限」の設定が搭載されていた。Appleの「Advertising Identifier」は、「広告ネットワークが使用する非永続的で個人を特定しないデバイスの識別子で、広告主がトラッキング手法を使用することを利用者がよりコントロールできるようにするものであり、広告のトラッキングを制限することを選択した場合、Advertising Identifierを使用する広告ネットワークは利用者にターゲット広告を提供するための情報を収集しなくなる」としている。
iOS 6.1では、広告会社が使用する識別子をユーザーがリセットできる「Advertising Identifierをリセット」設定が追加された。

#### その他
設定で「共有ウィジェット」を追加しておくことで、通知センターから「タップでツイート」または「ツイート」を選択して、直接Twitterにツイートできるようになった（Facebookの機能と同様）。
メールAppでは、画面を下にスワイプ（引っ張る）することでメールボックスを更新する操作方法が導入された。この更新の操作は、のちに他の多くのiOS Appでも対応した。
緊急地震速報の機能は、災害・避難情報にも対応した。
また、共有メニューのインターフェースが更新され、コンテンツを共有できるさまざまなAppや機能のリストが、アイコンのグリッドで表示されるようになった。

### アプリケーション

#### マップ
Google マップに代わって、新しいApple マップAppがOS上のデフォルトの地図Appとして採用された。Appleのベクターベースのエンジンを使用しており、よりスムーズな拡大・縮小が可能になった。また、音声ガイド付きのターンバイターンナビゲーションや、一部の地域での3D表示、一部の主要都市を周る「Flyover」機能、交通状況などが新たに搭載された。また、iPhoneおよびiPod touchで横向きでの表示が可能になった。
ターンバイターンナビゲーションはiPhone 4S以降およびWi-Fi + CellularモデルのiPad 2以降でのみ利用可能、FlyoverはiPhone 4S以降およびiPod touch (第5世代)、iPad (第3世代)以降でのみ利用可能。

#### Passbook
搭乗券や入場券、クーポンやポイントカードなどを1か所にまとめるPassbook App（現Apple Wallet）を新たに追加した。
Passbookを搭載したiOS端末に表示されるバーコードをスキャンすることで、物理的なカードに代わって、対象店舗でのモバイル決済を処理することが可能になった。特定の店舗の付近を通ると関連するクーポンを通知する機能や、空港にいるときに搭乗券を自動的に表示し、ゲートの変更を通知する機能など、状況に応じた機能が搭載されている。

#### 写真とカメラ
写真Appのフォトストリーム機能がアップデートされ、画像を削除したり、独自のフォトストリームを他人と共有したりできるようになった。
カメラAppでは、240度のパノラマ写真が撮れる「パノラマ」モードが追加された。

#### App Store
App Storeでは、GUIが一新され、「カテゴリー」タブが削除され、Appleの検索・推薦エンジンである「Genius」が追加された。各Appの表示は、リスト表示ではなくカード表示に変更された。また、App Storeの検索アルゴリズムにも手が加えられ、「新しい会社を優遇する傾向」が見られるようになり、開発者からは懸念と称賛の声が上がっている。

#### 電話
着信時にロック画面を上にスワイプすると、「メッセージで返信」や「あとで通知」のメニューが表示されるようになった。「メッセージで返信」機能では、あらかじめ設定されたいくつかのメッセージが表示され、独自のメッセージを選択することもできる。「あとで通知」機能では、1時間後、帰宅時、現在地を離れる時など、いくつかのオプションが用意されており、リマインダーを有効にすることができる。

#### Podcast
iOS 6でポッドキャスト機能がミュージックAppから切り離され、独自のPodcast Appが提供された。ただし、このAppはiOS 6リリースより前の2012年6月にiOS 5.1以降を搭載のデバイス向けにApp Storeで提供を開始しており、iOS 6.1.6まではPCからPodcastコンテンツを同期して利用する場合はPodcast Appのダウンロードは必須ではなかった。

#### Safari
ウェブブラウザのSafariは、iPhoneおよびiPod touchの横向きのフルスクリーン表示が可能になった。写真のアップロードやiCloudタブの機能に対応した。
iOS 5から搭載された「リーディングリスト」はiPhone 4以降およびiPod touch (第5世代)、iPad 2以降で、保存された記事のテキストや画像、レイアウトなどが保存されるオフライン機能に対応した。

#### FaceTime
FaceTimeのビデオ通話はiPhone 4S以降、Wi-Fi + CellularモデルのiPad (第3世代)で、Wi-Fiだけでなく、モバイルデータ通信使用時でも利用できるようになった。

#### 時計
iPhoneとiPod touchに搭載の時計Appが、iPadでも利用できるようになった。時計のデザインがスイス鉄道時計に似ていたことから、Appleはスイス連邦鉄道と契約を結び、デザインを自社で使用することにした。

### 廃止機能
Appleが開発したiOS純正のYouTube Appが削除された。AppleはThe Vergeに対し、削除の理由はライセンスの有効期限が切れたためであると説明しており、ウェブブラウザのSafariでYouTubeを利用できるとしている。
YouTubeを所有するGoogleは独自のAppを開発、2012年9月11日にApp Storeでリリースした。同年12月5日のアップデートでiPadやiPhone 5の画面サイズ、AirPlayへの対応が追加された。
Apple純正YouTube AppはiOS 5.1.1およびiOS 6 Beta 3以前には残っていたが、2015年5月の「YouTube Data API v2」のサポート終了により利用できなくなった。同時期にApple TV (第2世代)に内蔵のYouTubeアプリは削除された。
写真Appの共有メニューからビデオをアップロードする機能は2018年9月リリースのiOS 12で削除された。
2017年6月、YouTubeの元社員であるハンター・ウォークのツイートによると、AppleがYouTubeに連絡を取り、初代iPhoneのデフォルトAppにすることで、動画共有サービスのモバイル市場への導入を確実にしたが、開発作業を自分たちで処理する必要があったという。2012年にYouTubeは、自分たちで開発することで「自分たちのAppのコントロールを取り戻す」ために、ライセンスを打ち切るという「度胸のある行動」をとったという。

## バージョン
iOS 6は、2012年6月11日に開催されたApple Worldwide Developers Conferenceで発表され、同年9月19日に正式にリリースされた。
iOS 6のアップデートについて。
| 新機能・変更点（6.x） | 新機能・変更点（6.x）       | 新機能・変更点（6.x） | 新機能・変更点（6.x） | 新機能・変更点（6.x） |
| バージョン            | ビルド番号                  | 配布開始日            | 内容 | 出典                  |
| --------------------- | --------------------------- | --------------------- | --- | --------------------- |
| 6.0                   | 10A403 10A405 10A406 10A407 | 2012年9月19日         | - マップアプリのデータ元変更 - これまで地図情報にGoogle Mapsを使っていたのを自社開発に変更、ベクター形式で表画され動作も高速化した。ターン・バイ・ターン方式によるナビゲーション機能も音声による案内を導入、リアルタイムでの交通情報取得やFlyoverによる俯瞰視点での表示機能・3Dによる町並み表示機能を使えるようになる。Siriによる音声入力の目的地検索や口コミサイト「Yelp」を使用した飲食店情報も提供される。しかし、この時点では地図の表記に多数の誤りがあるなど地図の精度が非常に低く、問題となった（#問題を参照）。 - Siriの機能拡充 - iPad（第3世代）にも対応し、スペイン語、イタリア語、韓国語、標準中国語および広東語をサポートする。iPad 2ではサポートされない。プロスポーツの結果、映画の上映情報、Yelpによる飲食店情報やレストランの予約機能を利用可能となる。音声入力でのFacebookやTwitterへの投稿、音声でのアプリ起動もできるようになった。また、自動車メーカーの協力を得て「Eyes Freeモード」を追加、対応する自動車のハンドルに付けられた「ボイスコマンドボタン」を押すことで、ハンズフリーでSiriを使用することが可能となる。 - Facebookの統合 - 通知センター、カメラ、写真、マップ、Safariといった対応アプリからFacebookへ直接投稿が可能になるほか、友達の情報とアドレス帳の連携、イベント情報のカレンダーへの反映、楽曲やアプリに対して「いいね!」を付けられるなどの機能連携が施されている。 - iCloudの強化 - フォトストリームを複数人で共有できる機能を追加、共有された写真はApple TVやウェブ上でも閲覧可能となる。また、Safariには「iCloudタブ」を追加し、他のデバイスで閲覧していたページをそのまま見られるようにできる。 - Passbook - チケットやクーポンなどの管理アプリ。位置情報にあわせてチケットやポイントカードの表示、搭乗券ではフライト案内のリアルタイム反映などが行われる。 - Guided Access - アクセシビリティ機能として追加され、ハードウェアボタンの機能を停止し1つのアプリケーションだけにロックできるほか、タッチ入力をスクリーンの特定の場所だけに限定する機能なども使える。 - Safariの機能強化 - iCloudタブのほか、オフラインリーディングリスト、写真アップロード、フルスクリーンビューに対応。 - 携帯電話ネットワーク経由でFaceTimeが利用可能に - メールアプリで重要な人物のメールを抽出する「VIP」ボックスの追加 - 電話機能の改良 - すぐ出られない場合に自動的に相手にテキストメッセージを返信、またはかけ直すよう自分自身にリマインダーで通知することが可能となった。また、指定した時間のみ特定の人からの電話を受け付ける「Do Not Disturb」機能も追加された。 - 中国向けの機能改良 - 文字入力を改善したほか、Baidu、Sina Weibo、Youku、Tudouといった中国での主要サービスにも対応。 - ストアアプリのリニューアル - 手軽な操作ですぐにコンテンツにアクセスできるようになったほか、チェック履歴がiCloudを通じて複数端末で共有可能となる。 - 「iPhoneを探す」の強化 - 拾った人が持ち主へ電話連絡することが可能となった。また、友人や家族との間で位置情報も共有できるようになる。 - YouTubeアプリの廃止 - Googleとのライセンス契約が終了したことに伴う物で、AppleによればSafari上からWeb版を使用することが可能であるほか、Googleも独自にYouTubeアプリを9月11日に提供した（iPhoneとiPod touchのみ、後のバージョンでiPadに対応） | [ 40 ] [ 41 ]         |
| 6.0.1                 | 10A523 10A525 10A8426       | 2012年11月1日         | - iPhone 5とiPod touch（第5世代）で、ソフトウェアをワイヤレス（OTA）でインストールできない場合がある不具合を修正 - この2機種をアップデートする場合、専用のアップデータをインストールする必要がある。 - キーボード上に横線が表示される問題を修正 - カメラフラッシュが消えなくなる問題を修正 - 暗号化されたWPA2 Wi-Fiネットワークに接続しているときの、iPhone 5とiPod touch（第5世代）の信頼性を向上させた - iPhoneでモバイルデータ通信ネットワークを使用できなくなる問題を修正 - iTunes Match用に「モバイルデータ通信」スイッチを統合 - パスコードロックを設定しているにもかかわらず、ロック画面からPassbookパスの詳細にアクセスできてしまう問題を修正。 - Exchange会議に影響する問題を修正 - セキュリティアップデート | [ 42 ]                |
| 6.0.2                 | 10A550 10A551 10A8500       | 2012年12月19日        | - Wi-Fiに影響を与える問題を修正 | [ 43 ]                |
| 6.1                   | 10B141 10B142 10B143 10B144 | 2013年1月29日         | - LTE対応キャリアの追加 - iTunes Matchの登録ユーザーがiCloudから個別に曲をダウンロードできるようにした - 「Advertising Identifier」（広告識別子）をリセットするオプションを追加 - アメリカでSiriを使用して映画上映時間を調べた後に映画チケットを購入できる機能を追加 - Passbookに搭乗券に関する新機能を追加 - Safariに対する微調整を実施 - ロック画面での音楽再生コントロールを改良 - マップアプリに対するバックエンドの変更 - セキュリティアップデート | [ 44 ]                |
| 6.1.1                 | 10B145                      | 2013年2月12日         | - ヨーロッパの一部キャリアにおいてiPhone 4Sで通話やSMSの送受信ができなくなるなどの3G通信に対する問題を修正 | [ 45 ]                |
| 6.1.2                 | 10B146 10B147               | 2013年2月20日         | - Microsoft Exchangeアカウントを用いたカレンダーにおける過剰な通信やバッテリー寿命の短縮につながる可能性のある不具合を修正 | [ 46 ]                |
| 6.1.3                 | 10B329                      | 2013年3月20日         | - ロック画面でパスコード入力を迂回できる不具合を修正 - 日本におけるマップアプリの性能を改善 | [ 47 ]                |
| 6.1.4                 | 10B350                      | 2013年5月3日          | - スピーカーフォン用のオーディオプロファイルを更新 | [ 48 ]                |
| 6.1.5                 | 10B400                      | 2013年11月14日        | - 一部のユーザがFaceTime通話できない問題の解決（iOS 7以降においてサポート対象外となったiPhone 3GS、iPod touch (第4世代)向け。iOS 7対応端末はiOS 7.0.4で修正） | [ 49 ]                |
| 6.1.6                 | 10B500                      | 2014年2月21日         | - SSLの接続に関する問題を修正（iOS 7以降においてサポート対象外となったiPhone 3GS、iPod touch (第4世代)向け。iOS 7対応端末はiOS 7.0.6で修正） |                       |

## 対応端末
iOS 6は、iPod touch (第3世代)やiPad (第1世代)のサポートを終了した。
| - iPhone 3GS - iPhone 4 - iPhone 4S - iPhone 5 | - iPod touch (第4世代) - iPod touch (第5世代) | - iPad 2 - iPad (第3世代) - iPad (第4世代) - iPad mini (第1世代) |  |

## 評価
iOS 6の評判は上々であった。The Vergeのダン・セイファートは、「iOS 6は、iOS 5とほとんど同じに見える。あちこちで微妙な調整が行われているが、iOSの細部の見た目に小さな変化があるたびに、変わらない部分が10個ある」と評価した。同氏は、iPhone 4Sが「キビキビとしたパフォーマンス」であることを評価する一方で、「スピードに関して言えば、iOS 6はiOS 5とひどく異なるとは感じられない」と指摘している。
TechRadarのクレイグ・グラネルは、「iOS 6は、iPhone 5やOS X Mountain Lionのように、すでに非常によく機能しているものをさらに洗練させたものだ。Appleは、いたずらに何かを変えるのではなく、主にiOSエクスペリエンスを徐々に向上させている。このこと自体、他の企業が見習うべきことだと思う」と述べた。
CNETのジェイソン・パーカーは、「iOS 6は、あらゆるiOSユーザーにとって歓迎すべきアップグレードだが、デバイスの使用方法を完全に変えるものではない。むしろ、今回の調整の一つ一つが、日々のスマートフォンの多くの動作を全体的に容易にし、特定の機能（メールからの画像送信や通話コントロールなど）を待っている人には救いとなるだろう」と述べている。

## 問題

### マップ
iOS 6では、OSのデフォルトの地図サービスとして、Google マップに代わって独自のApple マップが採用されたが、川の中に美術館があったり、町が欠けていたり、衛星画像が雲で隠れていたり、場所が欠けていたりと、不正確なデータや不完全なデータがあったため、すぐに批判にさらされた。
Appleの最高経営責任者（CEO）であるティム・クックは、AppleのウェブサイトでマップAppによって引き起こされた「迷惑」を謝罪する文書を発表し、App Storeから代替のマップアプリケーションをダウンロードすることを推奨した（iOS 6リリース時点ではGoogle純正の「Google Maps」Appは未登場であった）。2012年10月、当時iOSソフトウェアエンジニアリング担当副社長であったスコット・フォーストールは、「Appleの新しい地図サービスの欠点を謝罪する手紙に署名することを拒否した」ことにより、Appleでの職務を強制的に解かれた。

### 広告識別子プライバシー懐疑論
2012年9月、ソフトウェア会社Abineの「プライバシー専門家」であるサラ・ダウニーは、新しい「広告識別子」にもかかわらず、Appleがその識別子が実際に何に基づいているのか詳細を開示していないことに懸念を表明した。「識別できない理由を教えてほしい。なぜなら、他の多くの『識別できない』データで見てきたように、あなたを簡単に識別できるからだ」と述べ、「オプトアウトを使用している場合、（Appleは）ターゲット広告を提供するための情報を収集しなくなる可能性がある。つまり、ターゲット広告を提供する以外の目的で利用者の情報を収集する可能性があるということである。例えば、お客様にマーケティング情報を提供するために利用者に関するデータベースを構築したり、第三者に販売したりすることが考えられる」と述べている。

### データ使用量
iOS 6にアップグレードした後、利用者が通常よりも高いデータ使用量を報告しており、一部ではデータプランを大幅に超えるデータ使用量を請求されていた。ハフィントンポストのスティーブ・ローゼンバウムは、「このバグは、携帯電話がWi-Fi信号に接続されているときはいつでも携帯電話データネットワークに接続するというiOS 6の問題の結果である」と述べ、Appleがパッチをリリースしたことも明かしている。

### FaceTime証明書の期限切れ
2014年4月、iOS 6を使用している利用者が、証明書の有効期限が切れたためにFaceTimeに接続できないという問題が発生した。Appleは、この問題を説明するサポートドキュメントを公開し、問題を解決するためには、iOS 7にアップグレードできる端末は（iOS 7.0.4に）アップグレードする必要があり、iOS 6で止まっている端末はiOS 6.1.5のアップデートを受けることになると付け加えた。